# Walter M. Miller, Jr.
Walter Michael Miller Jr. ( 23 de enero de 1923- 9 de enero de 1996) fue un escritor estadounidense de ciencia ficción. Su obra cumbre, la única novela que publicó en vida, es Cántico por Leibowitz (1960), una de las obras más valoradas del género y que recibió en 1961 el Premio Hugo. Su segunda novela, San Leibowitz y la mujer caballo salvaje apareció póstumamente en 1997. Ambas reflejan una visión pesimista de la humanidad en el que las culturas pasan por un ciclo de vida de nacimiento y decadencia. También fue un prolífico escritor de cuentos.

## Biografía
Walter Michael Miller Jr. nació en New Smyrna Beach, Florida y estudió en la Universidad de Tennessee durante dos años. Durante la Segunda Guerra Mundial, tomó parte en el ejército como artillero de cola y técnico de radio, a bordo de bombarderos B-25, y participó en los bombardeos de Italia y los Balcanes, incluido el de la abadía benedictina de Monte Cassino. Esta experiencia fue traumática para él y tiene una gran relevancia en su obra. Se casó con Anna Louise Becker y tuvo cuatro hijos. Después de estudiar en la Universidad de Texas, trabajó como ingeniero para las líneas ferroviarias. Se mudó a Florida con su familia en 1950 y allí vivió hasta su muerte alejado de la vida pública. 
Se suicidó en 9 de enero de 1996 en Daytona Beach, Florida después de sufrir de depresión durante décadas y al poco tiempo de fallecer su esposa. Su segunda novela, San Leibowitz y la mujer caballo salvaje, fue terminada por Terry Bisson y publicada después de su muerte en 1997.

## Obras
Novelas
- Cántico por Leibowitz (1960) (Premio Hugo a la mejor novela)
- San Leibowitz y la mujer caballo salvaje (1997) (inconclusa por el autor y terminada por Terry Bisson)

Relatos
- Anybody Else Like Me? (1952)
- The Big Hunger (1952)
- Big Joe and the Nth Generation (1952)
- Bitter Victory (1952)
- Blood Bank (1952)
- Cold Awakening (1952)
- Command Performance (1952)
- Conditionally Human (1953)
- Crucifixus Etiam (1953)
- El actor ✍ (The Darfsteller, 1955) (Premio Hugo a la mejor novela corta)
- Dark Benediction (1951)
- Death of a Spaceman (1954)
- Dumb Waiter (1952)
- The First Canticle (1955)
- Gravesong (1952)
- The Hoofer (1955)
- I, Dreamer (1953)
- I Made You (1954)
- Izzard and the Membrane (1951)
- Let My People Go (1952)
- The Lineman (1957)
- The Little Creeps (1951)
- Memento Homo (1954)
- No Moon for Me (1952)
- The Reluctant Traitor (1952)
- Secret of the Death Dome (1951)
- Six and Ten Are Johnny (1952)
- The Song of Marya (1957)
- The Song of Vorhu (1951)
- The Soul-Empty Ones (1951)
- The Sower Does Not Reap (1953)
- The Space Witch (1951)
- The Ties that Bind (1954)
- The View from the Stars
- The Will (1954)
- The Yokel (1953)
- Vengeance for Nikolai (1957)
- Way of a Rebel (1954)
- Wolf Pack (1953)
- You Triflin' Skunk! (1955)